# Coelurosauravus
Coelurosauravus é um gênero basal de diapsídeo, com estruturas semelhantes a asas que lhe permitiam deslizar. Elas foram  estruturas com pele esticada. Estas estruturas não são extensões de nervuras, mas não evoluíram para ossos, uma característica que é única para o gênero.
O comprimento médio dos fosséis foi de 40 centímetros, e o corpo foi longo e plano, ideal para deslizar. O crânio foi como um lagarto com um focinho pontudo, e continha uma ampla volta com uma crista serrilhada, superficialmente semelhantes as cristas de dinossauros Ceratopsídeos. Ele viveu durante o Permiano Superior no que hoje são a Alemanha, Inglaterra e Madagascar.